# Theater im centrum

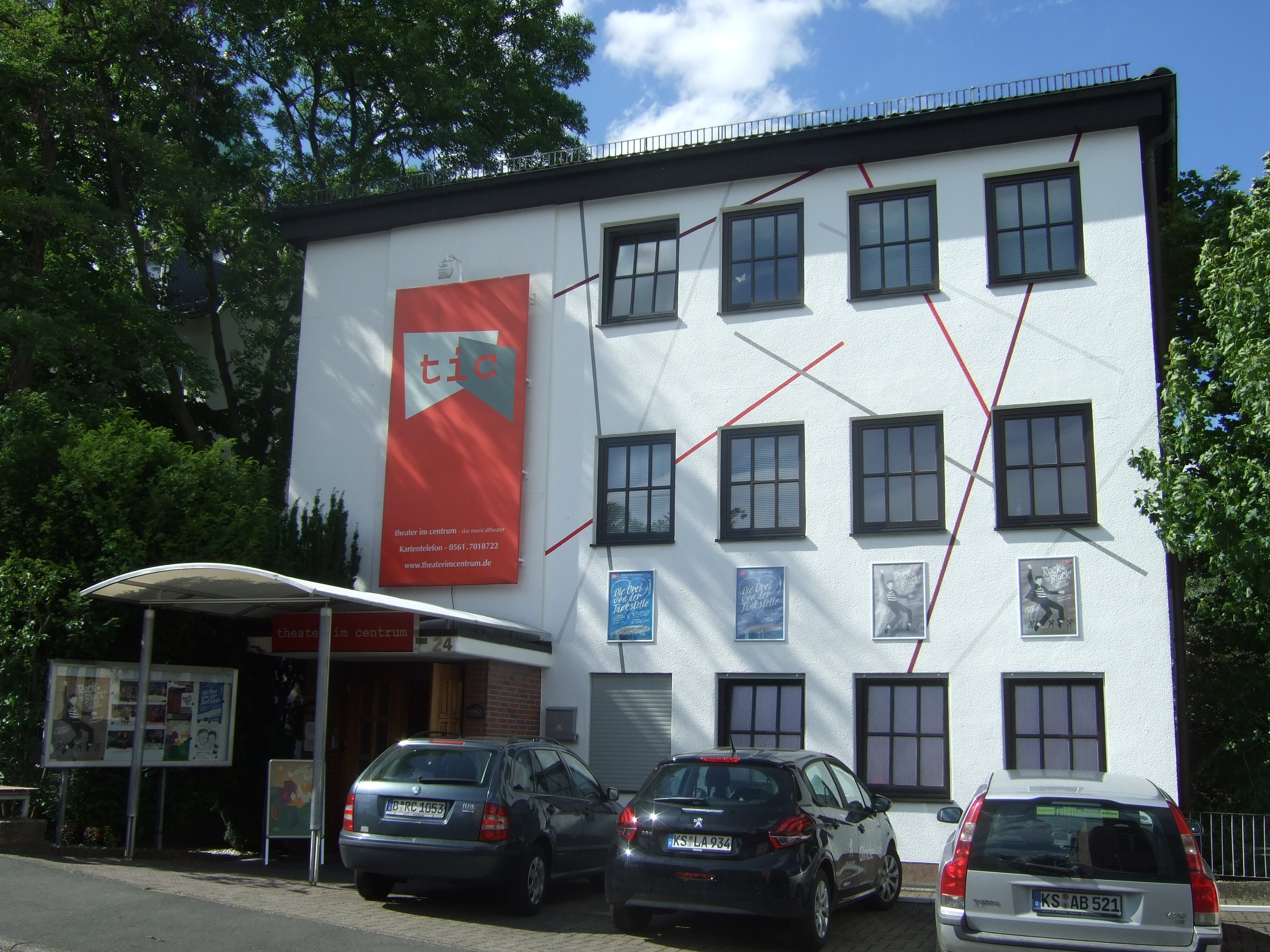

Das theater im centrum (kurz tic) ist ein freies Musicaltheater im Akazienweg 24 in Kassel.

## Geschichte
Das theater im centrum eröffnete im Mai 2003 und verfügt über 171 Sitzplätze. Hierfür wurde ein ehemaliger Gottesdienstraum umgebaut und theaterfähig eingerichtet. Bis 2013 feierten über 22 selbstgeschriebene Musicals am tic ihre Premiere. Das von Michael Fajgel gegründete und geleitete tic wird auch als Kindertheater genutzt.